# Klimontów (gmina)
Pour les articles homonymes, voir Klimontów.

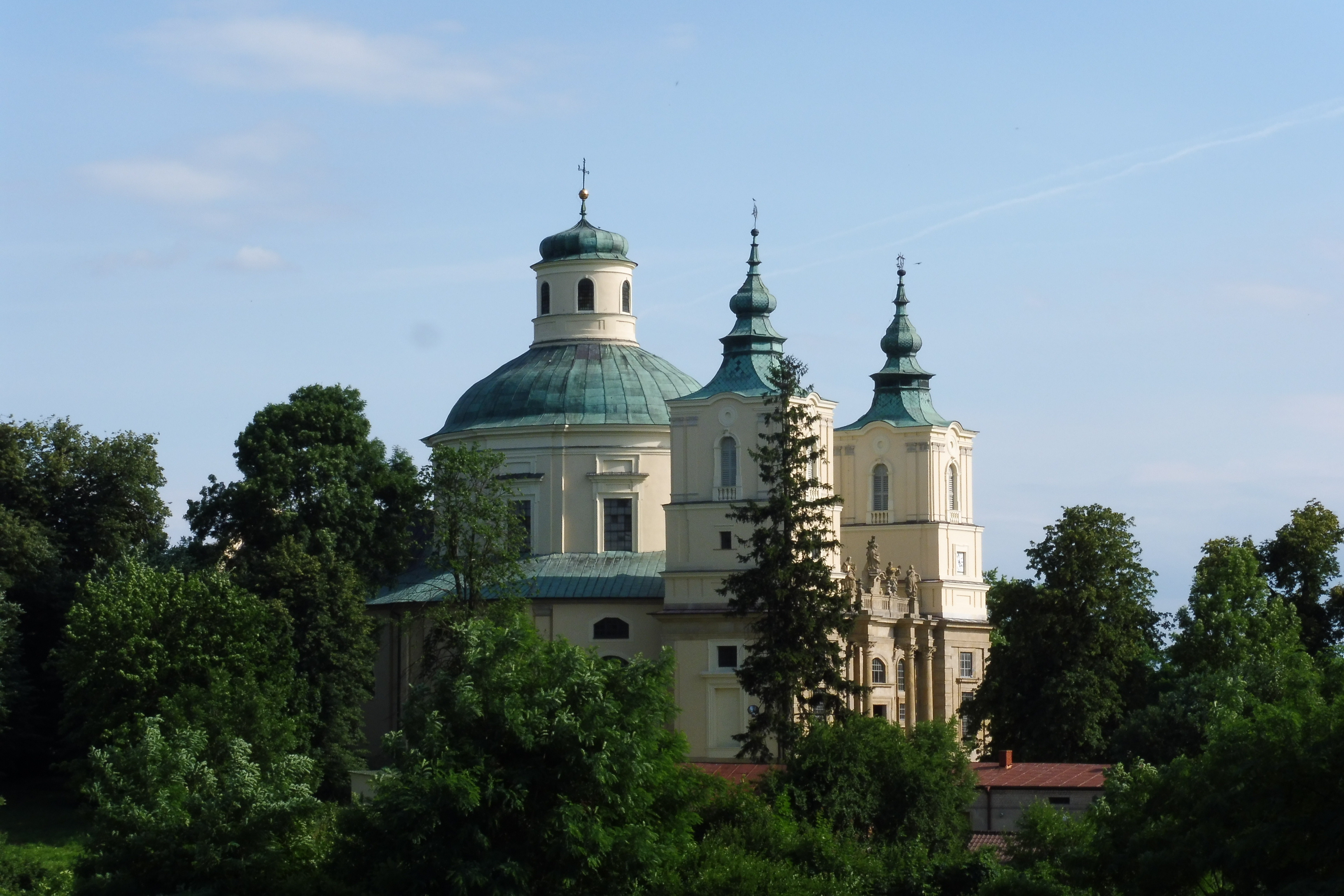
Collégiale St. Józefa à Klimontów

Klimontów est une gmina rurale du powiat de Sandomierz, Sainte-Croix, dans le centre-sud de la Pologne. Son siège est le village de Klimontów, qui se situe environ 22 km à l'ouest de Sandomierz et 65 km au sud-est de la capitale régionale Kielce.
La gmina couvre une superficie de 99,24 km2 pour une population de 8 628 habitants.

## Géographie
La gmina inclut les villages d'Adamczowice, Beradz, Borek Klimontowski, Byszów, Byszówka, Dziewków, Górki, Góry Pęchowskie, Goźlice, Grabina, Jantoniów, Kępie, Klimontów, Konary, Konary-Kolonia, Krobielice, Kroblice Pęchowskie, Nasławice, Nawodzice, Nowa Wieś, Olbierzowice, Ossolin, Pęchów, Pęchowiec, Płaczkowice, Pokrzywianka, Przybysławice, Rogacz, Rybnica, Śniekozy, Szymanowice Dolne, Szymanowice Górne, Ułanowice, Węgrce Szlacheckie, Wilkowice et Zakrzów.
La gmina borde les gminy de Bogoria, Iwaniska, Koprzywnica, Lipnik, Łoniów, Obrazów, Samborzec et Staszów.